# Juan Fabila Mendoza
Juan Fabila Mendoza est un boxeur mexicain né le 5 juin 1944 à Ciudad de México.

## Carrière
Sa carrière est principalement marquée par une médaille de bronze remportée aux Jeux olympiques d'été de 1964 dans la catégorie de poids coqs.

## Référence
1. ↑  (en) Résultats des Jeux olympiques 1964 (amateur-boxing.strefa.pl)